# Valeria Mazza
Valeria Raquel Mazza, född 17 februari 1972 i Rosario, Santa Fe i Argentina, är en argentinsk fotomodell av italiensk och tysk härstamning.
Hon upptäcktes när hon var bara 16 år gammal av frisör Roberto Giordano.
Hon tog sina första steg mot berömmelse då hon framträdde på omslaget av Sports Illustrateds baddräktsnummer 1996 med Tyra Banks, och presenterade San Remo-festivalen i Italien. Mazza har också förekommit på omslagen på Glamour, Elle och Vogue.
I maj 1998 gifte hon sig med affärsmannen Alejandro Gravier. De har fyra barn, sönerna Balthazar (född 29 maj 1999), Tiziano (född 12 mars 2002), Benicio (född 23 februari 2005) och dottern Taína (född 22 april 2008).